# تعداد الولايات المتحدة 1940
تعداد الولايات المتحدة 1940 كان التعداد السادس عشر للسكان يجرى في الولايات المتحدة. أُجري التعداد في 1 أبريل 1940. قُدر العدد الكلي للسكان بحوالي 132,164,569 بزيادة 7.3% عن التعداد السابق في عام 1930.

## وصلات خارجية
- بيانات تاريخية لتعداد سكان الولايات المتحدة